# Korsfjärden (vid Storramsjö, Raseborg)
För andra betydelser, se Korsfjärden.
Korsfjärden är en fjärd i Finland. Den ligger i landskapet Nyland, i den södra delen av landet, 60 km väster om huvudstaden Helsingfors.